# Songadh
Songadh är en ort i Indien.   Den ligger i distriktet Tapi och delstaten Gujarat, i den centrala delen av landet, 900 km söder om huvudstaden New Delhi. Songadh ligger 118 meter över havet och antalet invånare är 25 269.
Terrängen runt Songadh är platt. Runt Songadh är det ganska tätbefolkat, med 214 invånare per kvadratkilometer. Närmaste större samhälle är Vyāra, 18,8 km väster om Songadh. Trakten runt Songadh består till största delen av jordbruksmark.